# Hladké Životice

Hauptstraße von Hladké Životice vor dem Gemeindeamt

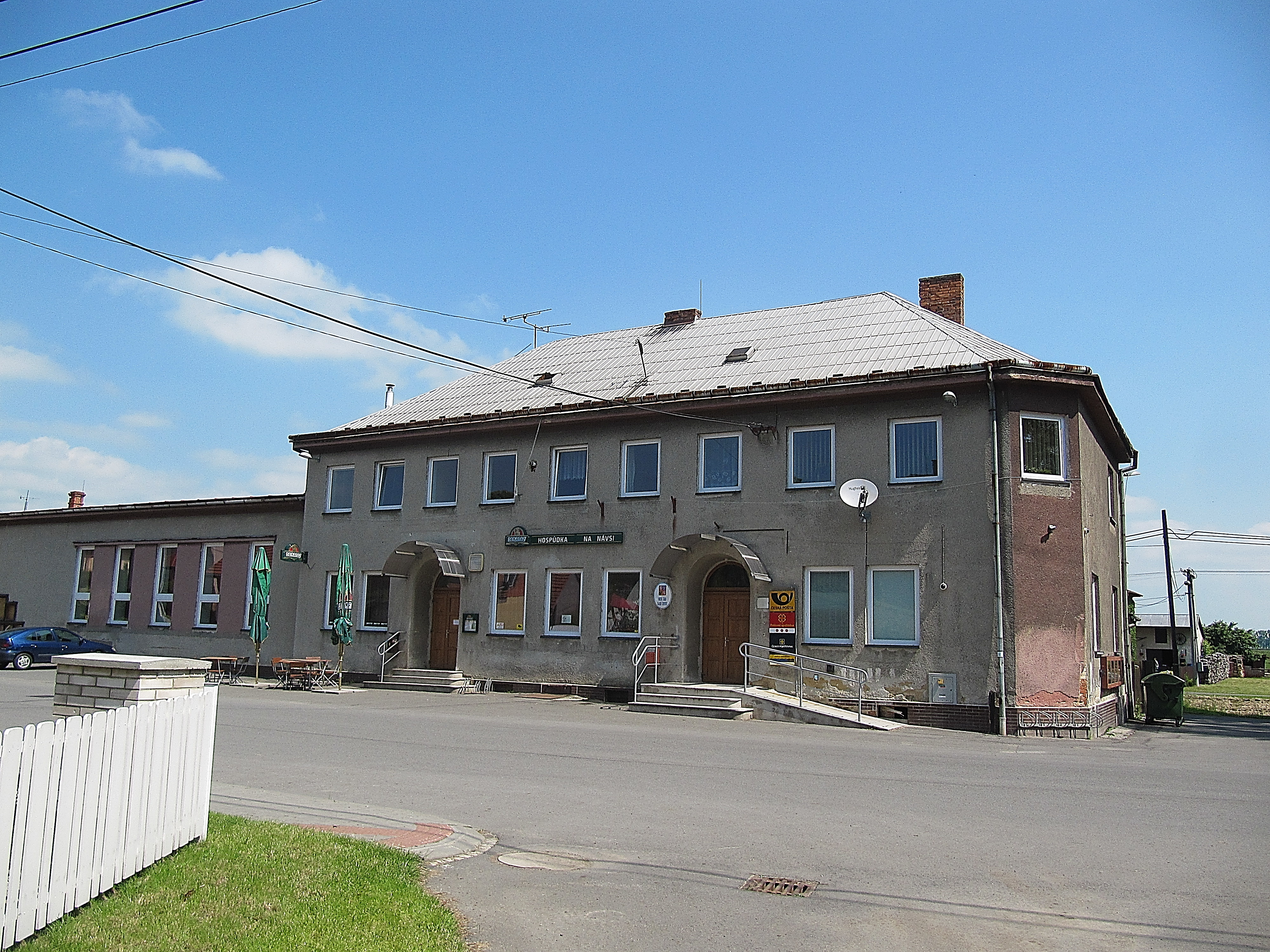
Gemeindeamt

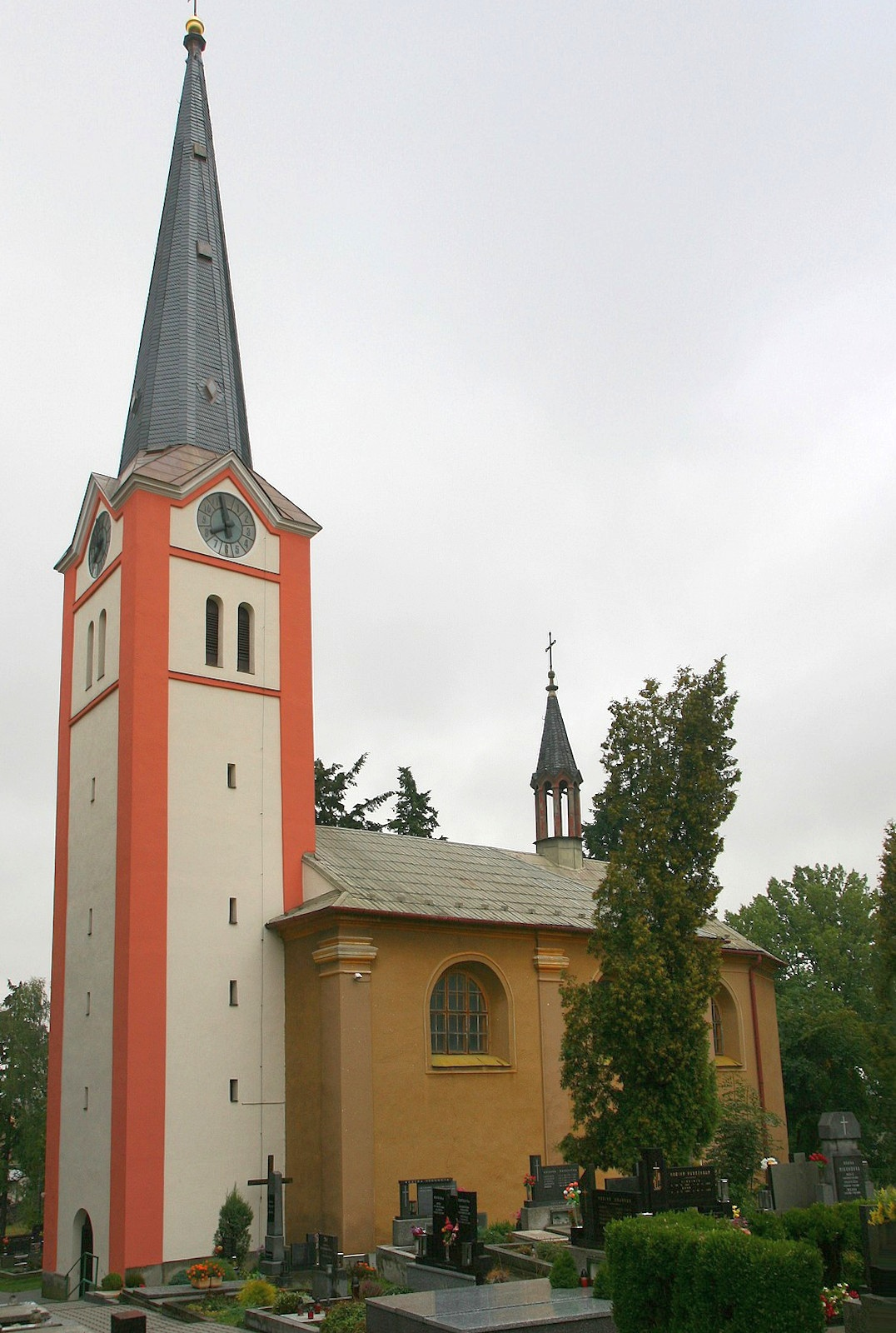
Kirche des hl. Nikolaus

Hladké Životice (deutsch Seitendorf (bei Fulnek), auch Seitendorf bei Zauchtl) ist eine Gemeinde in Tschechien. Sie liegt elf Kilometer nordwestlich von Nový Jičín (Neutitschein) und gehört zum Okres Nový Jičín.

## Geographie
Der als Hufendorf angelegte Ort erstreckt sich auf vier Kilometer in der Mährischen Pforte beiderseits des Husí potok (Gansbach), dem im Oberdorf der Kostelecký potok zufließt. Die Gemarkung reicht im Südosten bis an die Mündung der Jičínka (Titsch) in die Oder und östlich – im Naturreservat Bartošovický luh – bis auf das rechte Oderufer. Westlich erheben sich der Životický vrch (Seitendorfer Berg, 284 m n.m.) und der Stachovický vrch (369 m n.m.). Das Oberdorf von Hladké Životice wird von der Autobahn D 1 und das Mitteldorf von der Staatsstraße I/57 durchschnitten; beide Straßen kreuzen sich am nördlichen Ortsrand an der Autobahnabfahrt 330. Hladké Životice liegt an zwei Eisenbahnstrecken. Östlich des Dorfes führt entlang der Oder die Hauptbahn Břeclav–Petrovice u Karviné vorbei, der Bahnhof Hladké Životice liegt in der Siedlung Nový Rybník. An der südlichen Peripherie verläuft die Regionalbahn Suchdol nad Odrou–Fulnek mit dem Haltepunkt Hladké Životice místní nádraží. Dahinter befindet sich auf dem zu Hladké Životice gehörenden Životický vrch das über zwei 400-kV-Hochspannungsfreileitungen mit den Umspannwerken Nošovice und Horní Životice verbundene Umspannwerk Kletné. Die östlich der Hauptbahnstrecke gelegenen Gemeindefluren sind Teil des Landschaftsschutzgebietes Poodří.
Nachbarorte sind Kujavy (Klantendorf) im Norden, Pustějov (Petrowitz) im Nordosten, Nový Rybník und Bartošovice (Partschendorf) im Osten, Hukovice (Hausdorf) im Südosten, Kunín (Kunewald) und Suchdol nad Odrou (Zauchtel) im Süden, Kletné (Kletten) im Südwesten, Jestřabí (Jastersdorf) im Westen sowie Stachovice (Stachenwald), Děrné (Tyrn) und Kostelec (Hochkirchen) im Nordwesten.

## Geschichte
Das Gemeindegebiet war bereits in der Altsteinzeit besiedelt, später führte eine Route der Bernsteinstraße durch die Mährische Pforte.
Das Ortsbild mit Hufenflur, Dreiseithöfen und einigen Vierseithöfen lässt darauf schließen, dass das Dorf während der deutschen Kolonisation im 13. Jahrhundert angelegt wurde. Die erste schriftliche Erwähnung des zur Herrschaft Fulnek gehörigen Dorfes Sibottendorf erfolgte 1324; Besitzer waren zu dieser Zeit die Herren von Krawarn. Im Zuge der Erbteilung zwischen den Brüdern Johann und Drslaw von Krawarn fiel Sibotinis villa 1337 zusammen mit der Herrschaft Fulnek dem letztgenannten zu. Eine Pfarrei ist seit 1337 nachweislich. 1398 erbte Wok (IV.) von Krawarn auf Titschein, Partschendorf und Stramberg die Herrschaft Fulnek mit den zugehörigen Dörfern, darunter auch Seibotindorf. In Folge einer weiteren Erbteilung fielen die Herrschaften Helfenstein und Fulnek (mit den Dörfern Clemenzdorf, Seybotyndorf, Zauchenthal und Klettna) Ladislav von Krawarn zu, der 1437 von Agnes von Sternberg, einer Tochter des Troppauer Herzogs Přemysl I., beerbt wurde. Der Troppauer Herzog Viktorin veräußerte 1475 die Herrschaft Fulnek an Johann von Zierotin, der sie 1480 in der Olmützer Landtafel einlegen ließ; damit gelangte auch Žiboticze an Mähren.
Im Laufe der Zeit waren verschiedene Namensformen des Ortsnamens gebräuchlich: Žibotice, Zibotice (ab 1435), Seybotendorf (ab 1485), Schlicht Seitendorf, Schlecht Seitendorf (ab 1551), Životice (ab 1585), Hladké Žibotice, Hladké Zivotice (ab 1610), Seittendorf (ab 1637), Seitendorf bei Fulnek (ab 1655) sowie Schlacht Seitendorf (1660).
Ab 1517 hielt die Reformation in Seitendorf Einzug. Das erste Grundbuch wurde 1568 angelegt; zu dieser Zeit bestand das Dorf aus 51 Bauern, drei Häuslern und zwei Mühlen. Seit 1588 bestand ein Bethaus der Mährischen Brüder, in dem auch unterrichtet wurde. Zwischen 1590 und 1620 war die katholische Pfarrstelle unbesetzt, da die meisten Bewohner zu den Mährischen Brüdern übergetreten waren; später erlosch sie ganz. In den Jahren 1618–1621 predigte der Pfarrer der Fulneker Brüdergemeinde Johann Amos Comenius auch in Seitendorf. Die ersten Kirchenbücher wurden 1636 in Klantendorf geführt. Im Jahre 1676 bestand das Dorf aus drei Meierhöfen, neun großen, 20 mittleren, 14 kleinen und vier kleineren Bauerngründen, vier Gärtnern sowie drei Häuslern. Anstelle der alten Holzkirche wurde 1686 ein steinerner Kirchenbau errichtet. 1784 stiftete der Religionsfonds eine Lokalie in Seitendorf. Das erste Schulhaus entstand 1794.
Im Jahre 1834 bestand das im Prerauer Kreis an der Handelsstraße nach Neutitschein gelegene Dorf Seitendorf bzw. Ziwotice aus 123 Häusern, in denen 794 deutschsprachige Personen lebten. Haupterwerbsquelle war die Landwirtschaft. Unter dem Patronat des Religionsfonds standen die Niklaskirche und die Trivialschule. Im Ort gab es zudem drei gut eingerichtete herrschaftliche Meierhöfe (Neuhof, Großer Hof, Karlshof), eine herrschaftliche Branntweinbrennerei, eine Beschälstation, zwei Mahlmühlen, eine Farbholzschneiderei, eine Tuchwalke, eine Ölpresse und eine Graupenstampfe. Pfarrort war Klantendorf. Im Jahre 1847 erhielt Seitendorf einen Bahnhof an der Kaiser Ferdinands-Nordbahn. Bis zur Mitte des 19. Jahrhunderts blieb Seitendorf der Allodialherrschaft Fulnek untertänig.
Nach der Aufhebung der Patrimonialherrschaften bildete Seitendorf (b. Fulnek) / Životice ab 1849 eine Gemeinde im Gerichtsbezirk Fulnek. Der Neuteich und der Stegeteich in den Oderauen wurden 1862 trockengelegt. Das alte Schulgebäude wurde 1865 abgebrochen und durch einen Neubau ersetzt. Ab 1869 gehörte Seitendorf (b. Fulnek) / Životice zum Bezirk Neutitschein. Zu dieser Zeit hatte das Dorf 934 Einwohner und bestand aus 136 Häusern. Mit der Inbetriebnahme der Lokalbahn Zauchtel–Fulnek erhielt Seitendorf (b. Fulnek) 1891 auch an dieser Bahnstrecke eine Haltestelle. Im Jahre 1900 lebten in Seitendorf (b. Fulnek) 895 Personen; 1910 waren es 1018. Zwischen 1905 und 1906 wurde ein neues Schulgebäude errichtet. Neben der Kirche wurde 1910 ein Denkmal für den Ehrenbürger Heinrich Irmler und zwei Jahre später noch ein weiteres für den Bauernbefreier Hans Kudlich errichtet. Nach dem Ende des Ersten Weltkrieges wurde Seitendorf (b. Fulnek) 1918 Teil der neugegründeten Tschechoslowakei. In dieser Zeit begann der Zuzug von Tschechen. Zusätzlich zur deutschsprachigen Volksschule wurde am 1. Mai 1920 in der Alten Schule (Haus Nr. 114) eine einklassige tschechische Minderheitenschule eröffnet. Beim Zensus von 1921 lebten in den 141 Häusern der Gemeinde 1019 Menschen, darunter 837 Deutsche, 151 Tschechen und ein Jude. 1921 wurde im Ortszentrum ein Kriegerdenkmal enthüllt. Der tschechische Ortsname wurde 1924 in Hladké Životice geändert. Auf den ehemaligen Teichstätten hinter dem Bahnhof wurde 1927 die tschechische Kolonie Nový Rybník angelegt. Im Jahre 1930 bestand Seitendorf (b. Fulnek) aus 176 Häusern und hatte 1107 Einwohner. Zwischen 1932 und 1934 erfolgte der Bau einer neuen tschechischen Schule. Ab 1933 wurde die Alte Schule als deutscher Kindergarten genutzt. 1934 wurde Seitendorf bei Zauchtl als deutscher Gemeindename eingeführt. Nach dem Münchner Abkommen wurde die Gemeinde im Herbst 1938 dem Deutschen Reich zugeschlagen. Danach gehörte die Gemeinde, die wieder den Namen Seitendorf (bei Fulnek) erhielt, bis 1945 zum Landkreis Neu Titschein. 1939 hatte die Gemeinde 1129 Einwohner. Nach dem Ende des Zweiten Weltkrieges kam Hladké Životice 1945 zur Tschechoslowakei zurück. Im Juli 1945 begann die Neubesiedlung des Dorfes mit Tschechen aus der Mährischen Walachei. Die meisten der deutschsprachigen Bewohner wurden am 17. Juni 1946 vertrieben. Das Kudlichdenkmal wurde nach dem Zweiten Weltkrieg beseitigt. Im Frühjahr 1947 wurden wolhynientschechische Familien angesiedelt. Im Jahre 1950 hatte das Dorf 944 Einwohner und bestand aus 242 Häusern. Die 1950 gegründete JZD stieß auf den Widerstand der Landwirte und hatte anfänglich nur fünf Mitglieder. Wegen Rebellion gegen die JZD wurde im Juli 1957 eine Gruppe von Frauen aus Hladké Životice zu Haftstrafen von 10–14 Monaten verurteilt und später durch den Präsidenten Antonín Novotný begnadigt. Im Jahre 1970 hatte die Gemeinde 940 Einwohner. Zwischen 1977 und 1981 entstand ein neues Spritzenhaus. Mit Beginn des Jahres 1979 wurde Hladké Životice nach Fulnek eingemeindet. 1991 lebten in den 232 Häusern von Hladké Životice 982 Personen. Am 1. Januar 1993 wurde Hladké Životice wieder eigenständig. Seit 2000 führt die Gemeinde ein Wappen und Banner, der Entwurf dazu stammt vom Heraldiker Jan Tejkal. Beim Zensus von 2011 hatte die Gemeinde 963 Einwohner und bestand aus 262 Häusern. Im November 2011 wurde das Umspannwerk auf dem Životický vrch errichtet.

## Gemeindegliederung
Für die Gemeinde Hladké Životice sind keine Ortsteile ausgewiesen. Grundsiedlungseinheiten sind Hladké Životice (Seitendorf) und Na Rybníkách.
Das Gemeindegebiet bildet einen Katastralbezirk.

## Sehenswürdigkeiten
- Kirche des hl. Nikolaus, errichtet 1686 anstelle eines hölzernen Vorgängerbaus. Der Turm wurde 1870 erhöht.
- Pfarrhaus
- Michelkapelle (Michelova kaple) in der Hofmauer des Gehöfts Nr. 24
- Kapelle des hl. Florian, neben dem Haus Nr. 99 im Oberdorf
- Steinernes Kreuz, vor der Kirche
- Gedenkstein für die Opfer des Zweiten Weltkrieges, neben der Kirche, er wurde 1921 als Kriegerdenkmal enthüllt und nach dem Zweiten Weltkrieg umgestaltet.
- Gedenkstein für Heinrich Irmler, enthüllt 1910, neben der Kirche
- Bahnhof Hladké Životice, Kulturdenkmal
- Historische Gehöfte Nr. 3, 4, 9, 11, 14, 24, 26, 40, 49, 85, 90, 99 und 222
- Naturreservat Bartošovický luh, östlich der Oder auf den Gemarkungen Bartošovice und Hladké Životice

## Söhne und Töchter der Gemeinde
- Heinrich Irmler (1839–1914), österreichischer Möbeltischler und Ehrenbürger der Gemeinde
- Ferdinand Liewehr (1896–1985), deutscher Slawist